# 1384 Kniertje
Kniertje (asteróide 1384) é um asteróide da cintura principal com um diâmetro de 27,51 quilómetros, a 2,1887285 UA. Possui uma excentricidade de 0,1823669 e um período orbital de 1 599,71 dias (4,38 anos).
Kniertje tem uma velocidade orbital média de 18,20438577 km/s e uma inclinação de 11,83107º.
Esse asteróide foi descoberto em 9 de Setembro de 1934 por Hendrik van Gent.